# Henri Janvier
Henri Auguste Célestin Janvier, né le 19 décembre 1892 à Tours et mort le 6 janvier 1962 à Joinville-le-Pont, est un acteur et directeur de la photographie français.

## Biographie
Henri Auguste Célestin Janvier est le fils d'Auguste Louis Janvier, employé de commerce et d'Alice Louise Biais.
Il épouse en 1933 Célestine Rasseneur.

## Filmographie partielle
acteur
- 1920 : Le Secret du Lone Star
- 1920 : La Rafale
- 1921 : Champi-Tortu
- 1921 : Le mont maudit
- 1921 : Le Rêve
- 1922 : L'Absolution
- 1922 : La Fille sauvage
- 1921 : Les monstres se révoltent
- 1921 : Les naufragés du sort
- 1922 : Vingt Ans après
- 1923 : Les Rantzau
- 1924 : Féliana l'espionne
- 1928 : Le tournoi

directeur de photographie
- 1930 : Cendrillon de Paris
- 1928 : Je serai seule après minuit
- 1932 : Niebla
- 1932 : Le Dernier Choc
- 1933 : La Voix sans visage
- 1933 : Les Deux Monsieur de Madame
- 1934 : Le Petit Jacques
- 1935 : Le Chant de l'amour
- 1936 : La Joueuse d'orgue
- 1938 : La Marraine du régiment
- 1939 : Une main a frappé
- 1940 : L'Homme qui cherche la vérité
- 1940 : Pour le maillot jaune

assistant caméra
- 1932 : Les Trois Mousquetaires
- 1934 : Miquette et sa mère
- 1935 : Vogue, mon cœur
- 1940 : Elles étaient douze femmes